# Fonction harmonique
Cet article concerne les fonctions à valeurs numériques. Pour la définition plus générale d'applications harmoniques entre variétés riemanniennes, voir application harmonique.
En mathématiques, une fonction harmonique est une fonction qui satisfait l'équation de Laplace.
Un problème classique concernant les fonctions harmoniques est le problème de Dirichlet : étant donné une fonction continue définie sur la frontière d'un ouvert, peut-on la prolonger par une fonction qui soit harmonique en tout point de l'ouvert ?

## Définition
Définition des fonctions harmoniques — Soit {\displaystyle U} un ouvert non vide de {\displaystyle \mathbb {R} ^{n}} et {\displaystyle f:U\rightarrow \mathbb {R} } une fonction deux fois différentiable sur {\displaystyle U}. On dit que {\displaystyle f} est harmonique sur {\displaystyle U} si pour tout {\displaystyle a\in U} :
où {\displaystyle \Delta } désigne l'opérateur laplacien, c'est-à-dire,
L'équation {\displaystyle \Delta f=0} est appelée équation de Laplace. Une fonction harmonique est donc, par définition, une solution de cette équation.

## Exemples
- Les fonctions constantes sont harmoniques sur {\displaystyle \mathbb {R} ^{n}}.
- Les fonctions coordonnées, {\displaystyle f_{i}:(x_{1},\dots ,x_{n})\mapsto x_{i}}, sont toutes harmoniques sur {\displaystyle \mathbb {R} ^{n}}[1].
- La fonction {\displaystyle f:(x_{1},x_{2},x_{3})\mapsto x_{1}^{2}+x_{2}^{2}-2x_{3}^{2}-x_{2}} est harmonique sur {\displaystyle \mathbb {R} ^{3}}.
- La fonction {\displaystyle f:x\mapsto \vert x\vert ^{2-n}} est harmonique sur {\displaystyle \mathbb {R} ^{n}\setminus \{0\}} pour tout {\displaystyle n\geq 3} où {\displaystyle \vert \cdot \vert } désigne la norme euclidienne[1].
- La fonction {\displaystyle f:x\mapsto \ln \vert x\vert } est harmonique sur {\displaystyle \mathbb {R} ^{2}\setminus \{0\}}[1].
- La fonction {\displaystyle f:x\mapsto x_{1}\vert x\vert ^{-n}} est harmonique sur {\displaystyle \mathbb {R} ^{n}\setminus \{0\}} pour tout {\displaystyle n\geq 1}[1].
- Les fonctions harmoniques sur les intervalles ouverts de {\displaystyle \mathbb {R} } sont exactement les fonctions affines.

## Propriétés

### Stabilité
- Puisque l'opérateur laplacien est linéaire, l'ensemble des fonctions harmoniques sur un ouvert fixé est un espace vectoriel. Les fonctions harmoniques sont donc stables par addition et multiplication par un réel.
- Si {\displaystyle f} est harmonique sur {\displaystyle U} alors {\displaystyle x\mapsto f(x-x_{0})} est harmonique sur {\displaystyle U+x_{0}}. En somme les fonctions harmoniques sont stables par translation[2].
- Si {\displaystyle f} est harmonique sur {\displaystyle U} alors {\displaystyle x\mapsto f(rx)} est harmonique sur {\displaystyle r^{-1}U}. Ainsi les fonctions harmoniques sont stables par dilatation[2].
- Si {\displaystyle f} est harmonique sur {\displaystyle U} et si {\displaystyle T} est une application orthogonale alors {\displaystyle f\circ T} est harmonique sur {\displaystyle T^{-1}(U)}. Cela découle du fait que, de manière générale, pour toute fonction {\displaystyle f\in C^{2}(U)} on a que {\displaystyle \Delta (f\circ T)=(\Delta f)\circ T}. Les fonctions harmoniques sont donc stables par transformation orthogonale[2].

### Régularité
Une fonction harmonique est nécessairement infiniment différentiable. En fait elle est même développable en série entière.
Théorème (harmonique implique analytique) — Soit {\displaystyle f:U\rightarrow \mathbb {R} } une fonction harmonique sur un ouvert {\displaystyle U}. Alors pour tout {\displaystyle a\in U} il existe {\displaystyle r>0} et des coefficients réels {\displaystyle c_{\alpha }} pour tout multi-indice {\displaystyle \alpha } tels que {\displaystyle B(a,r)\subset U} et pour tout {\displaystyle x\in B(a,r)} :
En particulier {\displaystyle f} est {\displaystyle C^{\infty }}.
Précisons qu'un multi-indice est un n-uplet {\displaystyle \alpha =(\alpha _{1},\dots ,\alpha _{n})} et que pour {\displaystyle x=(x_{1},\dots ,x_{n})\in \mathbb {R} ^{n}} on note {\displaystyle x^{\alpha }:=x_{1}^{\alpha _{1}}\dots x_{n}^{\alpha _{n}}}. Pour que la somme apparaissant dans le résultat précédent fasse sens, il est implicitement supposé que la famille {\displaystyle (c_{\alpha }(x-a)^{\alpha })_{\alpha }} est sommable.

### Convergence
Une limite uniforme sur tout compact d'une suite de fonctions harmoniques est harmonique, de plus les différentielles convergent aussi. Plus précisément
Théorème (convergence) — Soit {\displaystyle (f_{m})} une suite de fonctions harmoniques sur un ouvert {\displaystyle U} qui converge uniformément sur tout compact vers une fonction {\displaystyle f:U\rightarrow \mathbb {R} }. Alors {\displaystyle f} est harmonique sur {\displaystyle U}. De plus, pour tout multi-indice {\displaystyle \alpha }, la suite {\displaystyle (D^{\alpha }f_{m})} converge uniformément sur tout compact vers {\displaystyle D^{\alpha }f}.

### Propriété de la moyenne
La boule ouverte de centre {\displaystyle a\in \mathbb {R} ^{n}} et de rayon {\displaystyle r>0} sera notée {\displaystyle B(a,r)}. La boule fermée sera notée {\displaystyle B_{f}(a,r)={\overline {B(a,r)}}} et la sphère sera notée {\displaystyle S(a,r)=\partial B(a,r)}. Le principe de la moyenne dit qu'une fonction harmonique est égale en tout point à sa moyenne prise sur une boule centrée en ce point. En réalité on peut voir l'équation de Laplace comme une propriété locale de la moyenne. Cette propriété locale devient globale grâce à l'identité de Green.
Propriété de la moyenne sur la boule — Soit {\displaystyle f:U\rightarrow \mathbb {R} } une fonction harmonique sur un ouvert {\displaystyle U} et {\displaystyle B(a,r)\subset U}. Alors
où {\displaystyle \lambda } désigne la mesure de Lebesgue sur {\displaystyle \mathbb {R} ^{n}}.
Il existe aussi une autre version de la propriété de la moyenne, où cette fois, la moyenne est prise sur la sphère.
Propriété de la moyenne sur la sphère — Soit {\displaystyle f:U\rightarrow \mathbb {R} } une fonction harmonique sur un ouvert {\displaystyle U} et {\displaystyle B(a,r)\subset U}. Alors
où {\displaystyle \sigma } désigne la mesure de Lebesgue normalisée sur la sphère unité {\displaystyle S(0,1)}.
Précisons ce qu'est la mesure de Lebesgue normalisée sur la sphère. Pour tout {\displaystyle A=B\cap S(0,1)} avec {\displaystyle B} un borélien de {\displaystyle \mathbb {R} ^{n}}, on a 

### Réciproque de la propriété de la moyenne
La propriété de la moyenne caractérise en réalité les fonctions harmoniques dans le sens où, si une fonction satisfait la propriété de la moyenne, alors elle est harmonique. 
Réciproque de la propriété de la moyenne sur la boule — Soit {\displaystyle f:U\rightarrow \mathbb {R} } une fonction localement intégrable sur un ouvert {\displaystyle U}. Supposons que pour toute boule {\displaystyle B(a,r)} telle que {\displaystyle B_{f}(a,r)\subset U} on ait
Alors {\displaystyle f} est harmonique sur {\displaystyle U}.
Encore une fois il existe une autre version pour la sphère.
Réciproque de la propriété de la moyenne sur la sphère — Soit {\displaystyle f:U\rightarrow \mathbb {R} } une fonction continue sur un ouvert {\displaystyle U}. Supposons que pour tout {\displaystyle a\in U} il existe une suite {\displaystyle (r_{k})_{k}} tendant vers {\displaystyle 0} telle que pour {\displaystyle k} on ait
Alors {\displaystyle f} est harmonique sur {\displaystyle U}.
A noter que dans la première réciproque, la fonction est seulement supposée localement intégrable, alors que dans la seconde elle est supposée continue.

### Principe du maximum
Le principe du maximum est une conséquence importante de la propriété de la moyenne.
Principe du maximum — Soit {\displaystyle f:U\rightarrow \mathbb {R} } une fonction harmonique sur un ouvert connexe {\displaystyle U}. Si {\displaystyle f} possède un extremum (c'est-à-dire un maximum ou un minimum) sur {\displaystyle U} alors {\displaystyle f} est constante.
Le corollaire suivant est une conséquence directe du principe du maximum.
Corollaire — Soit {\displaystyle U} un ouvert borné et {\displaystyle f:{\overline {U}}\rightarrow \mathbb {R} } une fonction continue sur {\displaystyle {\overline {U}}} et harmonique sur  {\displaystyle U}. Alors les extremums sur {\displaystyle {\overline {U}}} de {\displaystyle f} sont atteints sur la frontière {\displaystyle \partial U}.
Le principe du maximum donne une preuve simple de l'unicité d'un problème de Dirichlet sur un ouvert borné {\displaystyle U}. En effet, si deux fonctions continues {\displaystyle f}et {\displaystyle g} sur {\displaystyle {\overline {U}}} sont harmoniques sur {\displaystyle U} et égales sur {\displaystyle \partial U} alors leur différence {\displaystyle f-g} est aussi harmonique sur {\displaystyle U}. Par le principe du maximum, ou plutôt par son corollaire ci-dessus, le maximum et le minimum de {\displaystyle f-g} sont atteints sur {\displaystyle \partial U}, donc valent 0, ce qui implique que {\displaystyle f=g}.

Il existe une version locale du principe du maximum.
Principe du maximum local — Soit {\displaystyle f:U\rightarrow \mathbb {R} } une fonction harmonique sur un ouvert connexe {\displaystyle U}. Si {\displaystyle f} possède un extremum local sur {\displaystyle U} alors {\displaystyle f} est constante.
Puisqu'un extremum est, a fortiori, un extremum local, ce dernier théorème est en fait une généralisation du principe du maximum global. Le principe du maximum local se déduit du global en utilisant en plus le fait que les fonctions harmoniques sont développables en série entière. En effet cela permet de montrer que la constance locale induit la constance globale.

### Théorème de Liouville
Théorème de Liouville — Soit {\displaystyle f:\mathbb {R} ^{n}\rightarrow \mathbb {R} } une fonction harmonique sur tout l'espace {\displaystyle \mathbb {R} ^{n}}. Si {\displaystyle f} est bornée alors elle est constante.
Le théorème de Liouville peut donner une preuve de l'unicité d'un problème de Dirichlet sur un domaine non borné, à condition de se restreindre aux solutions bornées. Il complète, en ce sens, le principe du maximum. Par exemple le théorème de Liouville implique l'unicité des solutions bornées sur le demi-espace :

Plus précisément
Corollaire — Soit {\displaystyle f:{\overline {H_{n}}}\rightarrow \mathbb {R} } une fonction continue sur {\displaystyle {\overline {H_{n}}}}, harmonique sur {\displaystyle H_{n}}, nulle sur {\displaystyle \partial H_{n}} et bornée. Alors {\displaystyle f} est nulle sur {\displaystyle {\overline {H_{n}}}}.
Il existe une version plus forte du théorème de Liouville.
Théorème de Liouville généralisé — Soit {\displaystyle f:\mathbb {R} ^{n}\rightarrow \mathbb {R} } une fonction harmonique sur tout l'espace {\displaystyle \mathbb {R} ^{n}}. Si 
alors {\displaystyle f} est constante.
Cette version généralisée implique la première version du théorème pour les fonctions bornées. Elle implique aussi qu'une fonction harmonique positive sur l'espace entier est nécessairement constante. Cette dernière propriété permet de montrer qu'une fonction harmonique positive {\displaystyle f} sur {\displaystyle \mathbb {R} ^{2}\setminus \{0\}} est constante (il suffit de considérer la fonction {\displaystyle z\in \mathbb {C} \mapsto f(e^{z})} qui est harmonique et positive sur {\displaystyle \mathbb {C} }, que l'on identifie à {\displaystyle \mathbb {R} ^{2}}).

### Principe de Dirichlet
Le principe de Dirichlet dit que la solution d'un problème de Dirichlet (c'est-à-dire une solution de l'équation de Laplace avec une condition au bord en plus) est la fonction qui minimise une certaine énergie, appelée énergie de Dirichlet. Plus précisément, soit {\displaystyle U} un ouvert borné non vide de {\displaystyle \mathbb {R} ^{n}} avec une frontière {\displaystyle \partial U} de classe {\displaystyle C^{1}}. Soit {\displaystyle b:\partial U\rightarrow \mathbb {R} } une fonction continue. Notons {\displaystyle {\mathcal {A}}(b):=\{g\in C^{2}({\overline {U}})\,\vert \,g_{\vert \partial U}=b\}} l'ensemble des fonctions admissibles et {\displaystyle E(g):={\frac {1}{2}}\int _{U}\vert \nabla g\vert ^{2}d\lambda } l'énergie de Dirichlet d'un élément admissible {\displaystyle g\in {\mathcal {A}}(b)}. Le problème de Dirichlet associé à {\displaystyle U} et {\displaystyle b} consiste alors à trouver une fonction {\displaystyle f} continue sur {\displaystyle {\overline {U}}}, harmonique sur {\displaystyle U} et égale à {\displaystyle b} sur la frontière {\displaystyle \partial U}.
Principe de Dirichlet — Soit {\displaystyle f\in C^{2}({\overline {U}})}. Alors {\displaystyle f} résout le problème de Dirichlet si et seulement si 

## Fonction harmonique en dimension 2
En identifiant ℂ à ℝ2, on va voir que les fonctions harmoniques sont très liées aux fonctions holomorphes.
Théorème (holomorphe vers harmonique) — Soit {\displaystyle h:U\rightarrow \mathbb {C} } une fonction holomorphe sur un ouvert {\displaystyle U} de {\displaystyle \mathbb {C} }. Alors la partie réelle {\displaystyle Re(h)} est une fonction harmonique sur {\displaystyle U}.
La réciproque de cette propriété est fausse. En effet une fonction harmonique n'est pas forcément la partie réelle d'une fonction holomorphe définie sur tout le domaine. En revanche elle est localement la partie réelle d'une fonction holomorphe. Plus précisément
Théorème (harmonique vers holomorphe) — Soit {\displaystyle f:U\rightarrow \mathbb {R} } une fonction harmonique sur un ouvert simplement connexe {\displaystyle U} de {\displaystyle \mathbb {C} }.  Alors il existe une fonction holomorphe {\displaystyle h:U\rightarrow \mathbb {C} } telle que {\displaystyle f=Re(h)}.
Une telle caractérisation des fonctions harmoniques n'existe pas en dimension supérieure à deux.